# Donaldson’s School
Die Donaldson's School ist Schottlands staatliche Schule für Gehörlose. Ursprünglich in Edinburgh ansässig, zog sie 2008 an einen neuen Standort in Linlithgow. Es handelt sich um eine Internats- und Tagesschule, die gehörlosen Schülern und Schülern mit Kommunikationsschwierigkeiten Bildung, Therapie und Betreuung bietet.

## Geschichte

### Die Gründung der Schule 1851
Die Donaldson's School wurde 1851 gegründet und war im Donaldson's Hospital Building in West Coates, untergebracht (Lage). Schule und Gebäude wurden von Sir James Donaldson, finanziert, der eine Zeit lang Herausgeber des Edinburgh Advertiser. Die ursprüngliche Spende sah vor, dass die Schule 200 Jungen und 200 Mädchen aufnehmen sollte, und dass es besondere Stipendien für arme Kinder gab. Nicht alle waren gehörlos, obwohl Bewerbungen gehörloser Kinder gefördert wurden. Ab 1938 waren die Schüler ausschließlich gehörlos. Diese Spende ähnelte in ihrem Stil der Spende von George Watson, der andere Schulen in Edinburgh gründete und unterstützte.
Im Jahr 1938 wurde das 1824 gegründete Royal Institute for Deaf and Dumb in Edinburgh in die Donaldson's School integriert. Der Hauptsitz des Instituts in der Henderson Row wurde später Teil der Edinburgh Academy.

### Donaldsons Krankenhausgebäude Edinburgh

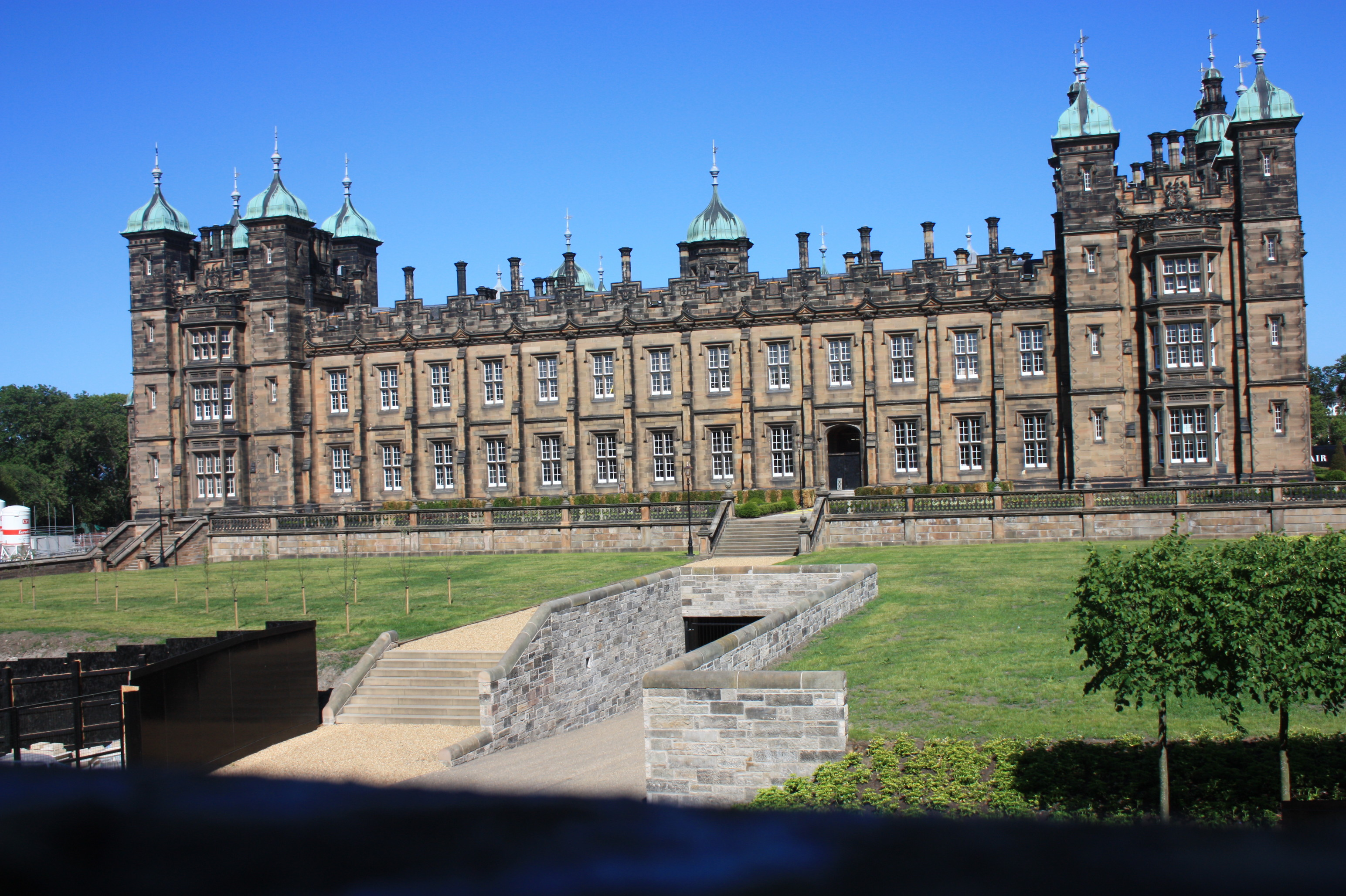
Die Westfassade der Donaldson's School

Das 1851 erbaute und unter Denkmalschutz stehende Donaldson's Hospital in Edinburgh wurde vom Architekten William Henry Playfair im jakobinischen Stil entworfen. Das Gebäude ist um einen Innenhof im Tudor-Stil herum gebaut und verfügt über große Ecktürme, die wiederum aus jeweils vier kleineren Türmen bestehen. Queen Victoria eröffnete das Gebäude 1850 und soll gesagt haben, dass es eindrucksvoller sei als viele ihrer eigenen Paläste.
Nach über 150 Jahren im Playfair-Gebäude kam Donaldson's schließlich zu dem Schluss, dass das Gebäude seinen Zweck nicht mehr erfüllte. Viele Räume wurden nicht mehr genutzt, die Klassenzimmer waren nicht mit der neuesten Bildungstechnologie ausgestattet, und der Trust konnte sich die Instandhaltung des Gebäudes nicht mehr leisten. 2003 stand das Schulgebäude zum Verkauf und wurde vom schottischen Immobilienentwickler Cala Homes für 22 Millionen Pfund erworben. Die Schule nutzte das Gebäude jedoch bis zu ihrem Auszug im Jahr 2008 weiter.
Im Jahr 2015 reichte der Immobilienentwickler City and Country Pläne ein, das Gebäude des Donaldson's Hospital sowie die East und West Gatehouses zu luxuriösen Wohneinheiten umzubauen. Cala Homes reichte außerdem einen Plan für den Bau eines neuen, halbmondförmigen Luxuswohnbereichs an der Rückseite des Gebäudes ein.

### Donaldsons Schule Linlithgow 2008
Im Januar 2008 wurde in der Preston Road (EH49 6HZ) in Linlithgow ein neuer, speziell errichteter Donaldson-Campus eröffnet. Der neue Campus bietet Platz für bis zu 120 Schüler. Als staatliche Förderschule der schottischen Regierung ermöglichte die zentrale Lage des neuen Standorts Schülern aus ganz Schottland und Nordengland einen besseren Zugang.
Die neue Donaldson's School wurde in Zusammenarbeit mit Personal, Schülern, Schulleitung, Akustikern und Architekten entwickelt. Beim Bau wurde besonderer Wert auf Energieeffizienz und Umweltfreundlichkeit gelegt. Gemeinsam genutzte Unterrichts-, Sport- und Speiseeinrichtungen bildeten einen Mittelpunkt, der zwei Unterrichtsflügel – die Grundschule und die weiterführende Schule – miteinander verband. Beide Schulen waren um einzelne Spielbereiche gruppiert, die miteinander verbunden waren und Ausblicke auf die umliegende Gegend boten. Zu den Einrichtungen gehörten eine Turnhalle, ein Schwimmbad, ein Fitnessraum, ein Speisesaal, eine Bibliothek und eine Aula sowie ein Kunstatelier. Die Klassenzimmer, in denen jeweils sechs Schüler Platz fanden, waren mit Soundfield -Systemen und interaktiven Whiteboards ausgestattet. Donaldson's Lodge (Wohnheim) bestand aus 24 Zimmern in einem separaten Gebäude am Rande des Geländes in Linlithgow.
Donaldson's verwendet die British Sign Language, Signed Supported English und gesprochenes Englisch und richtet sich an Kinder und Jugendliche von fünf bis 18 Jahren. Der Lehrplan wird von einem interdisziplinären Team aus Fachlehrern vermittelt, die von spezialisierten Lernassistenten und Heimbetreuern unterstützt werden und rund um die Uhr Bildung und Betreuung gewährleisten. Zum Team gehören: Fachlehrer, Logopäden, ein Physiotherapeut und ein Ergotherapeut.
Laura Battles wurde im Oktober 2014 zur Schulleiterin und Geschäftsführerin von Donaldson's ernannt. Im Jahr 2015 gab sie bekannt, dass die Schule seit mehreren Jahren Verluste erlitten habe und der Kindergartenbereich geschlossen werden würde.

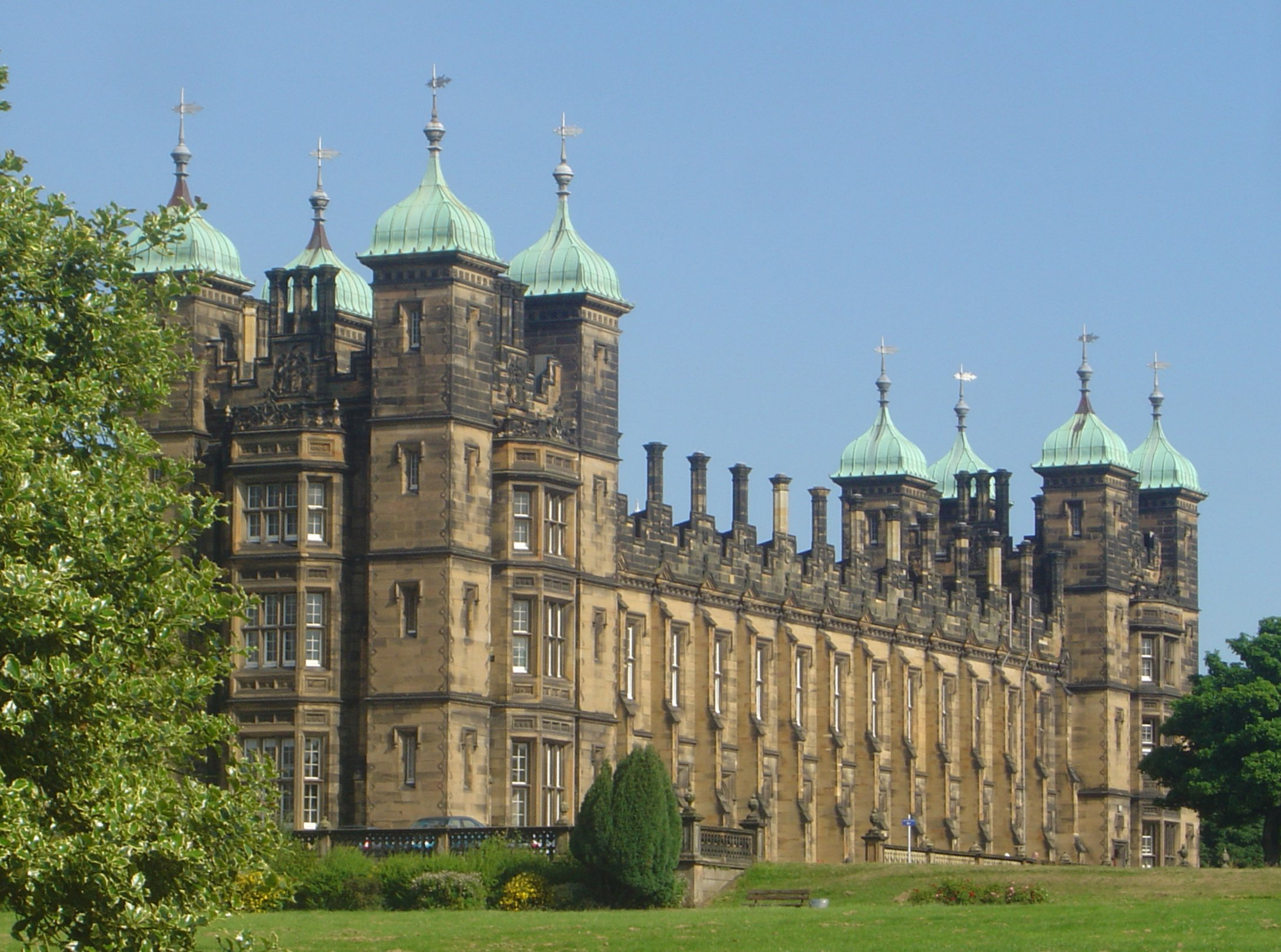
Donaldsons ehemaliges Zuhause in West Coates, Edinburgh
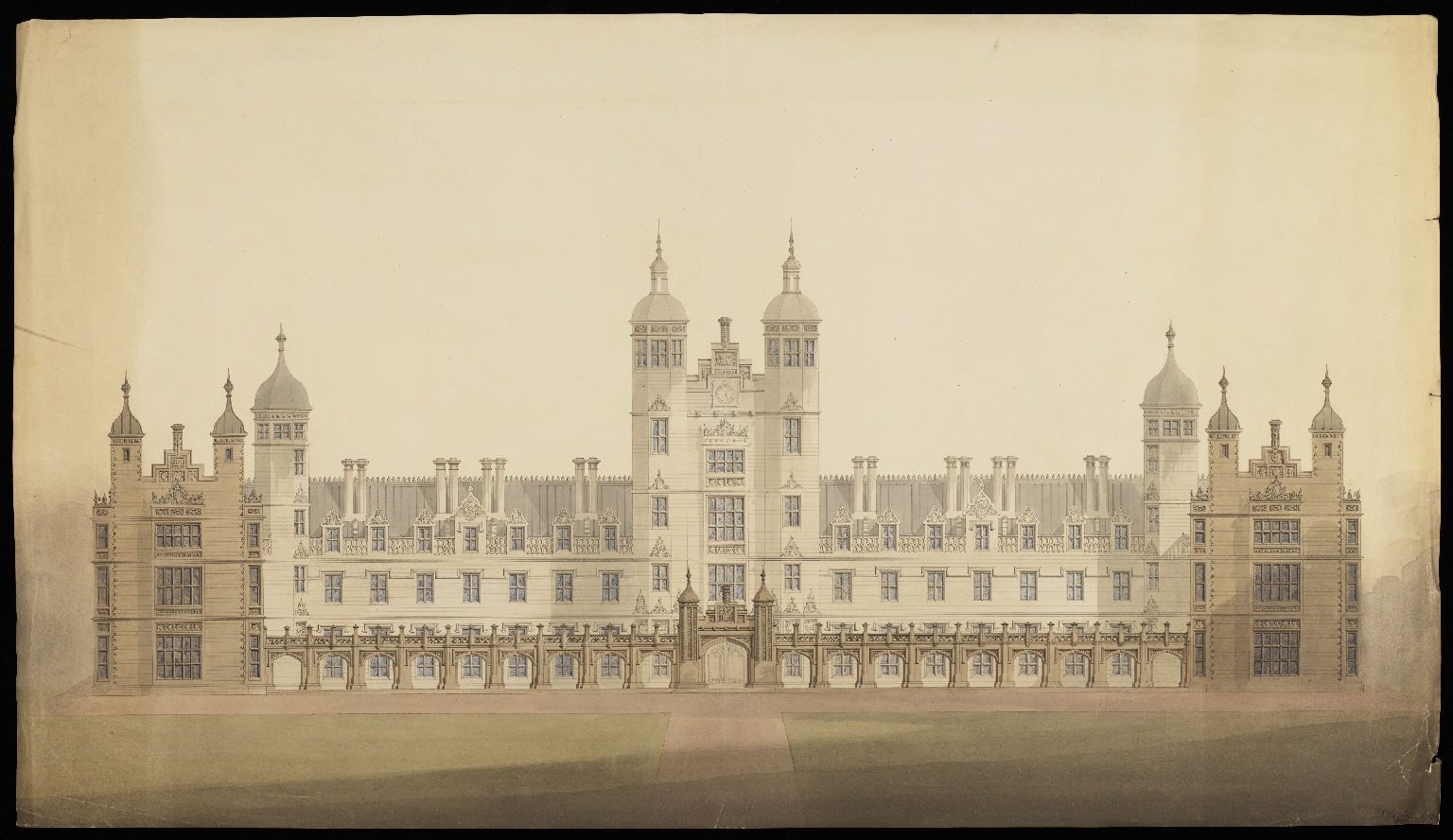
Vorderansicht Donaldson's Hospital, West Coates, Edinburgh (Die Sammlungen der Universität Edinburgh)